# 斯托金冰川
斯托金冰川（英語：Stocking Glacier），是南極洲的冰川，位於維多利亞地，處於卡茨波冰川以東，最終注入泰勒冰川，由英國探險隊命名，現時由南極條約體系管理。